# Lumetri
Lumetri és una eina professional del programa Adobe Premiere Pro, destinada a la gradació i correcció de color.
Els avantatges de l'espai de treball Lumetri Color es basen en què es fa possible la gradació del material d'arxiu directament en la seva línia de temps d'edició, de manera que no és necessari haver d'editar i graduar la cromàtica de manera separada. A més, aquest espai de treball està dissenyat tant per a coloristes experimentats, com per a editors amateur.

## Com accedir-hi
Hi ha dues maneres d'accedir a aquest espai de treball a partir del programa Premiere Pro.
En primer lloc, ves a Finestra> Lumetri Color. Alternativament, pots anar a Finestra> Àrees de treball> Color, per obrir l'Àrea de treball de color.
Un cop havent seleccionat el clip que es desitja editar, Lumetri canviarà de gris a color, fet que significa que està preparat per usar.

## Controls Bàsics
- La casella de selecció situada a la part superior dreta de cada secció es pot utilitzar per evitar tota la secció.
- Feu doble clic sobre un control lliscant per restablir aquest valor al valor predeterminat.
- Per afegir una màscara, aneu al tauler de controls d'efectes i afegiu una màscara a Lumetri Color.
- Rodes de colors: arrossegueu al voltant del cercle per triar un color. Arrossegueu cap a la vora per augmentar la intensitat. Feu doble clic per restar al valor predeterminat.

## Desa els valors predefinits
- A la part superior del tauler Lumetri, feu clic a les 3 línies horitzontals.
- Utilitzeu Exporta.look per exportar un LUT.
- Es pot importar a la secció Creativitat
- Utilitzeu Desa el predefinit per exportar un predefinit.
- Es pot utilitzar per afegir un efecte Lumetri a un clip amb tots els paràmetres editables.

## Seccions de color Lumetri
1. Correcció bàsica: Correccions tècniques a les exposicions.
2. Creativa: Aquesta secció s'utilitza per aplicar i modificar Looks. Els looks són presets dissenyats per donar al vídeo un aspecte de pel·lícula determinat. Podeu utilitzar els Looks inclosos, carregar altres Looks o fer Looks personalitzats amb Speedgrade.
3. Corbes: Ajusta les ombres, els tons mitjans i els tons destacats mitjançant rodes de color per obtenir ajustos de color més precisos.
4. Rodes de colors: Ajusten les ombres en tons mitjans i en tons brillants.
5. HSL Secondary: La secció secundària de tonalitat, saturació i luma s'utilitza per aïllar una tecla de color o luma i aplicar-hi una correcció de color secundària.
6. Vinyeta: Aplica una vinyeta.

### 1. Correcció bàsica

#### Balanç de blancs
- Establiu el balanç de blancs mitjançant l'eina comptagotes per fer clic a un objecte blanc del clip.
- Utilitzeu el control lliscant Temperatura per ajustar la temperatura del color.
- Esquerra per refredar i dreta per més càlid.
- El control lliscant Tint compensa un to verd o magenta.
- Esquerra per afegir verd i dreta per afegir magenta.

#### To
- Exposició: estableix la brillantor del clip. la dreta amplia els ressaltats i l'esquerra amplia les ombres.
- Contrast: ajusta els tons mitjans.
- Aspectes destacats: ajusta les zones lluminoses
- Ombres: ajusta les zones fosques.
- Blancs: ajusta el retall blanc
- Negres: ajusteu el retall negre
- Restableix: restableix tots els controls a 0.
- Automàtic: feu clic per maximitzar automàticament l'escala tonal i minimitzar el retall de ressaltats i ombres. Això pot ser útil per començar, però no confieu-hi.
- Saturació: ajusta els nivells de saturació.

### 2. Creativa
- Aspecte: utilitzeu el menú desplegable per a triar un aspecte. O premeu a la imatge per a navegar pels Looks. Feu doble clic per a aplicar-lo.
- Intensitat: ajusta la intensitat del look.
- Faded Film: aplica un efecte de pel·lícula esvaït.
- Netejar: ajusta la definició de la vora. Massa pot fer que el vídeo sembli antinatural.
- Vibrància: canvia els colors saturats més baixos amb menys efecte sobre els colors de saturació més alta. També evita que els tons de la pell siguin saturats.
- Saturació: ajusta la saturació de tots els colors per igual.
- Equilibri de tonalitats: ajusta el to de les ombres i els punts destacats.

### 3. Corbes

##### Corbes RGB
- La corba blanca Luma controla els 3 colors simultàniament.
- Feu clic al vermell, verd o blau per ajustar un color de forma independent
- Feu clic per afegir un punt. Feu clic a l'ordre per suprimir un punt.
- Arrossegar cap amunt o cap avall il·lumina o enfosqueix el clip.
- Arrossegar cap a l'esquerra o cap a la dreta augmenta o disminueix el contrast.

##### Corbes de saturació de tonalitats
- Arrossegueu la roda blanca cap a fora per saturar-la o cap endins per dessaturar-la.
- Feu clic a la roda per afegir punts d'edició.
- Arrossegueu el botó per modificar matisos específics.
- O bé feu clic en un dels cercles petits per seleccionar un interval de colors predefinit.

### 4. Rodes de colors
- Utilitzeu les 3 rodes per ajustar les ombres, els tons mitjans i els punts destacats.
- Utilitzeu els lliscadors per augmentar o disminuir la configuració.

### 5. HSL Secondary

##### Control per configurar el Key
- Totes les seccions H, S i L tenen caselles de selecció per evitar la configuració
- El triangle superior controla l'abast de la configuració.
- El triangle inferior afegeix una ploma al rang.
- Feu clic a la barra gris per arrossegar l'interval.
- Quan s'està ajustant un paràmetre, la pantalla canvia a la màscara.
- Feu clic a la casella de selecció situada al costat dels controls de la màscara per activar-la.
- La màscara té tres paràmetres de visualització diferents.

##### Establir el Key
- Utilitzeu un dels colors predeterminats o utilitzeu el comptagotes per escollir el color objectiu
- Premeu la tecla d'ordre amb el comptagotes per seleccionar una quadrícula de 5 x 5 de píxels.
- Ajusteu l'abast i la ploma del to.
- Afineu la màscara ajustant la configuració de saturació i llums.
- Utilitzeu Denoise i Blur segons sigui necessari per refinar la màscara.

##### Ajustar el color
- Utilitzeu els petits cercles de la part superior per triar entre una o tres rodes de colors.
- S'utilitza cada roda de colors per modificar el color seleccionat.
- Cada roda té un control lliscant d'ajust de llums.
- Utilitzeu el control lliscant Temperatura per ajustar la temperatura del color.
- Esquerra per refredar i dreta per més calenta.
- El control lliscant Tint compensa un to verd o magenta.
- Esquerra per afegir verd i dreta per afegir magenta.
- Contrast: ajusta els tons mitjans.
- Netejar: neteja o difumina el color seleccionat.
- Saturació: ajusta la saturació

### 6. Vinyeta
- Apliqueu una vinyeta per aconseguir un aspecte que quedi esvaït a les vores i brillant al centre.

## Àmbits de Lumetri (Lumetri Scopes)
Els àmbits de Lumetri, o Lumetri Scopes són diversos mesuradors gràfics per ajudar a la correcció del color. És a dir, es mostren un conjunt d'àmbits de vídeo incorporats redimensionables: Vectorescopi, Histograma, Exposició i Forma d'ona.
Per obrir el tauler Lumetri Scopes, podeu anar a Finestra> Lumetri Scopes, o bé podeu triar l'espai de treball de color (ja sigui seleccionant la pestanya de color o anant a Finestra> Espais de treball> Color), que obrirà el tauler Lumetri Color i el Panell Lumetri Scopes.

### Vectorscopis
Els vectorscopis mostren el to i la quantitat de color en una imatge. Aquest abast s'assembla molt a una roda de colors, amb indicadors vermell, magenta, blau, cian, verd i groc a l'exterior. Quan ajusteu el to i la intensitat del color, els píxels s'expandiran cap a fora a mesura que la imatge es saturarà i es contraurà cap al centre si la imatge està més a prop del blanc i negre (també conegut com a “escala de grisos”). Els quadres indicadors de color hi són per indicar-vos si els vostres colors es troben dins dels límits legals d'emissió.
Premiere ofereix dos aspectes diferents de vectorescopi: HLS (to, lluminositat i saturació) i YUV. El vectorscopi HLS mostra matisos, lleugeresa i informació del senyal en una pantalla circular i el YUV també mostra un gràfic circular, similar a una roda de colors, que mostra la informació de crominància del vostre vídeo.

### Histograma
L'histograma llegeix la brillantor i els valors tonals de la imatge, específicament els ressaltats, tons mitjans i ombres. És una representació visual de la informació tonal de la imatge girada 90 graus en sentit antihorari, essencialment (a Photoshop no es gira). L'escala comença a 0 (negre pur) i va a 255 (blanc pur). L'histograma us proporciona els nivells de to globals, així com els canals individuals de vermell, verd i blau. Normalment voleu mantenir-ho tot entre els dos extrems de l'espectre.
El millor moment per utilitzar-lo: quan utilitzeu les corbes RGB o l'eina bàsica de correcció de color per fer ajustos als vostres nivells (ressaltats, tons mitjans i ombres).

### Exposició
Igual que el monitor de forma d'ona, l'àmbit d'Exposició RGB mostra els nivells d'intensitat del color, però amb una visió aïllada de cada canal de color (vermell, verd i blau) llegit de baix a dalt. Podeu configurar el tipus de desfilada amb la clau anglesa i triar entre els tipus de desfilada RGB, YUV, RGB-White i YUV-White, però, per a la majoria de feines us anirà bé amb RGB.
Mantingueu la informació del color dins dels límits superior i inferior, tal com ho faríeu amb l'histograma.
Millor moment per utilitzar-lo: quan utilitzeu l'eina bàsica de correcció del color per canviar el balanç de blancs / la temperatura del color i / o quan utilitzeu l'eina de corbes RGB quan coincideixis amb colors entre diverses preses.

### Forma d'ona
Igual que l'histograma, la forma d'ona mostra la intensitat tant dels nivells de luminància (brillantor) com de crominància (color) d'una imatge, en funció de la forma d'ona que trieu. A diferència de l'histograma, però, la forma d'ona mostra els nivells de cada píxel en la seva ubicació a la imatge. També mostra les unitats IRE (l'escala a l'esquerra). El rang comença a 0 (negre) i arriba a 100 (blanc).
Podeu triar quin tipus de forma d'ona voleu veure: la forma d'ona RGB, que mostra els senyals RGB superposats pels seus respectius nivells de senyal; la forma d'ona Luma, que mostra la brillantor de les preses i la relació de contrast; i el YC i el YC sense croma, que mostren la luminància i la crominància a la primera, o només la luminància a la segona.